# Break Up in a Small Town
«Break Up in a Small Town» — песня американского кантри-певца и автора-исполнителя Сэма Ханта, вышедшая 21 сентября 2015 года на лейбле MCA Nashville в качестве четвёртого сингла из его дебютного студийного альбома Montevallo (2014). Хант написал песню вместе с Заком Кроуэллом и Шейном Маканелли, а продюсером выступил Кроуэл и Маканелли.
Песня заняла второе место в кантри-чарте США (Hot Country Songs и Country Airplay) и третье в Канаде (Canada Country), а также получила платиновую сертификацию Американской ассоциации звукозаписывающих компаний (RIAA) в США и от Music Canada в Канаде.

## История
В песне чувствуется влияние кантри и современного ритм-н-блюза (R&B), о чём Хант высказался в статье для Billboard. Шейн Маканелли сказал об этом влиянии: «Это модель, у которой, я думаю, многие могли бы поучиться, потому что ты все ещё развиваешься как артист на этом пути. Если ты выпустил музыку, это не значит, что на этом ты остановишься на следующий год». Хант рассказал о процессе создания песни, сказав, что она родилась, когда он «напевал мелодию припева однажды поздно вечером, когда ехал по дороге и пытался придумать идеи для песен». Изначально он «не хотел больше писать песни о расставании», но мелодия песни заставила его передумать, сказав, что она «подходит слишком идеально, чтобы не согласиться». Песня была вдохновлена его разрывом с тогдашней девушкой Ханной Ли Фаулер, на которой он впоследствии женился.

## Отзывы
Билли Дьюкс из Taste of Country дал песне положительную рецензию и отметил, что она «вероятно, самая многословная песня 2015 года» и «самый жанровый релиз Ханта на кантри-радио», добавив: «Любые разговоры о том, к какому жанру принадлежит Хант, упускают суть. Его история бьёт наповал. Она глубокая, эмоциональная, искренняя и все то, чего мы ждём от отличной кантри-песни».

## Музыкальное видео
Режиссером клипа выступил Тим Маттиа, премьера состоялась в октябре 2015 года. Съемки клипа проходили в округе Мейкон в штате Теннесси (США).

## Коммерческий успех
Песня дебютировала в чарте Hot Country Songs на 30-м месте за неделю 30 августа 2014 года, когда вышел его мини-альбом X2C, с учётом 24 000 проданных копий. Все четыре песни с мини-альбом дебютировали в чарте, причём «Ex to See», «House Party» и «Break Up in a Small Town» исключительно благодаря цифровым продажам. Песня также дебютировала на 16 месте в чарте цифровых песен кантри Country Digital Songs. После выхода сингла с альбома Montevallo песня заняла второе место в чарте Hot Country Songs, но её не пустила на первую строчку песня «Die a Happy Man» в исполнении Томаса Ретта. Песня стала четвёртым подряд хитом Ханта в топ-3 чарта Hot Country Songs. Песня была сертифицирована Американской ассоциацией звукозаписывающих компаний (RIAA) как золотая 3 сентября 2015 года и как платиновая 17 декабря 2015 года. По состоянию на март 2016 года песня была продана тиражом почти 1 230 000 загрузок.

## Чарты
| Чарт (2015—2016)                    | Высшая позиция |
| ----------------------------------- | -------------- |
| Канада (Billboard Canadian Hot 100) | 43             |
| Канада (Billboard Country)          | 3              |
| США (Billboard Hot 100)             | 29             |
| США (Billboard Country Airplay)     | 2              |
| США (Billboard Hot Country Songs)   | 2              |

| Чарт (2015)                        | Позиция |
| ---------------------------------- | ------- |
| США (Country Airplay, Billboard)   | 94      |
| США (Hot Country Songs, Billboard) | 64      |
| Чарт (2016)                        | Позиция |
| США (Country Airplay, Billboard)   | 46      |
| США (Hot Country Songs, Billboard) | 7       |

## Сертификации
| Регион                                                       | Сертификация  | Продажи   |
| ------------------------------------------------------------ | ------------- | --------- |
| Канада (Music Canada)                                        | Платиновый    | 80 000*   |
| США (RIAA)                                                   | 5× Платиновый | 1,230,000 |
| * Данные о продажах приведены только на основе сертификации. |               |           |